# جوزف آنتون: خاطرات
جوزف آنتون: خاطرات کتابی زندگی‌نامه‌ای از نویسندهٔ هندی-بریتانیایی سلمان رشدی است که در سپتامبر ۲۰۱۲ توسط راندوم هاوس منتشر شد. رشدی در این کتاب خاطراتش از اختفا به دلیل تهدیدهای مداوم بر جانش را نقل می‌کند.
رمان آیات شیطانی رشدی که در سال ۱۹۸۸ منتشر شد، به جنجال گسترده‌ای در میان مسلمان انجامید و در سال ۱۹۸۹ فتوای قتل رشدی توسط آیت‌الله خمینی، رهبر ایران، صادر شد. در این زمان رشدی «جوزف آنتون» را به عنوان نام مستعار خود برگزید؛ این نام مستعار برگرفته از نام‌های جوزف کنراد و آنتون چخوف و برای ارج نهادن به آن‌ها بوده است.
این خاطرات همچنین جنبه‌های دیگری از زندگی شخصی او را مورد بحث قرار می‌دهد؛ مانند دوستی او با نویسندگان دیگر از جمله بروس چاتوین، پل تروکس، بیل بافورد و مارتین آمیس، و همچنین شخصیت‌های عمومی مانند آلن ینتوب. این کتاب همچنین شامل داستان جدایی‌اش از همسر دومش، ماریان ویگینز، و سومین و چهارمین ازدواج (و جدایی) او با الیزابت وست و پادما لاکشمی است.
یکی از ویژگی‌های غیرمعمول این کتاب خاطرات این است که رشدی زندگی خود به عنوان «جوزف آنتون» را نه به صورت اول‌شخص بلکه به صورت سوم‌شخص نقل می‌کند.
این کتاب در ۱۸ سپتامبر ۲۰۱۲ در میان ۱۴ عنوان برگزیده در فهرست بلند جایزه ساموئل جانسون در سال ۲۰۱۲ قرار گرفت.